# 伊井田村
伊井田村（いいだそん）は、鳥取県八頭郡にあった自治体である。1896年（明治29年）3月31日までは八上郡に属した。

## 概要
現在の八頭町船岡殿（ふなおかとの）・水口（みなくち）・塩上（しおのうえ）に相当する。千代川水系八東川支流の大江川流域に位置した。
藩政時代には鳥取藩領の八上郡大江郷（おおえのごう）に属する殿村があった。枝郷に水口村と塩上村があり、因幡志によると前者は正保・慶安年間頃、後者は享保年間に分村したとされる。

## 沿革
- 1881年（明治14年）9月12日 - 鳥取県再置。
- 1883年（明治16年）3月 - 船岡村（後の船岡村大字船岡）に置かれた連合戸長役場の管轄区域となる[4][5]。
- 1889年（明治22年）10月1日 - 町村制の施行により、 殿村・水口村・塩上村が合併して村制施行し、八上郡伊井田村が発足。旧村名を継承した3大字を編成。大江村との組合役場を塩上村に設置[6]。
- 1896年（明治29年）4月1日 - 郡制の施行により、八上郡・八東郡・智頭郡の区域をもって八頭郡が発足し、八頭郡伊井田村となる。
- 1918年（大正7年）4月1日 - 大江村と合併して大伊村が発足。同日伊井田村廃止[7]。

## 行政

### 歴代組合村長
| 氏名       | 就任年月               | 退任年月               | 備考                   |
| ---------- | ---------------------- | ---------------------- | ---------------------- |
| 土肥平太郎 | 1889年（明治22年）12月 | 1900年（明治33年）10月 |                        |
| 堀場孫四郎 | 1900年（明治33年）10月 | 1904年（明治37年）10月 |                        |
| 山根金蔵   | 1904年（明治37年）11月 | 1909年（明治42年）4月  |                        |
| 堀場定蔵   | 1909年（明治42年）4月  | 1913年（大正2年）4月   |                        |
| 山本辰太郎 | 1913年（大正2年）4月   | 1913年（大正2年）5月   | 郡会議員就任のため辞職 |
| 風坂政蔵   | 1913年（大正2年）5月   | 1918年（大正7年）3月   | 後に大伊村長に就任     |
| 参考文献 - |                        |                        |                        |

## 教育
- 済美尋常小学校：現在は統合により八頭町立船岡小学校[3]。